# Heilbronner Beobachter
Der Heilbronner Beobachter war eine von 1930 bis 1945 in Heilbronn erscheinende antisemitische regionale Wochenzeitung, die als Sprachrohr der Nationalsozialisten diente.

## Geschichte
Der Heilbronner Beobachter erschien mit dem Untertitel Kampfblatt für Recht und Freiheit und ähnelte stilistisch dem Stürmer, Angriff und der Stuttgarter Zeitung, dem Flammenzeichen. Ihr Herausgeber Wilhelm Kuhlmann und sein Schriftleiter Jakob Mayer griffen den katholischen Pfarrer Anton Stegmann (1885–1974) an, einen Widersacher der NS-Diktatur, die örtlichen Kommunisten und Sozialisten sowie die Mitglieder der israelitischen Religionsgemeinschaft in Heilbronn.
In einem Auszug des Artikels Jude Bacharach und Der Jude Levi aus dem Fenster gestürzt, von der Ausgabe des Blattes vom 17. Mai 1930, wird die antisemitische Einstellung der Wochenzeitung deutlich:

„Jude Bacharach als Arbeitersamariter: Der Arbeiter-Samariter-Bund (Bezirk Heilbronn) veranstaltete am Sonntag den 4. Mai 1930 in Besigheim einen Aufmarsch mit einer Übung … [] … Die Übung … [] … wurde von dem Juden Dr. Bacharach von Heilbronn geleitet. Also ausgerechnet ein Jude nimmt die Ausbildung … [] … in die Hand … [] … Die Bevölkerung von Besigheim hat dem Juden Bacharach … [] … seine Sympathie entgegengebracht. Der Arbeiter-Samariter-Bund bekommt durch diese Tatsache eine besondere Note“

Julius Bacharach, Arzt aus Heilbronn und Mitglied der israelit. Religionsgemeinschaft Heilbronn, arbeitete als Arzt für den Arbeiter-Samariter-Bund und war in dieser Funktion auch bei dieser Übung anwesend. Weiterhin wird der Arbeiter-Samariter-Bund verurteilt, weil sie ihn beschäftigten.

„Aus … [] … wird berichtet … Jakob Levi … aus … stürzte und an den Folgen … starb. Levi ist der Vater des früheren sozialdemokratischen Reichstagsabgeordneten Paul Levi, der vor einigen Monaten in Berlin ebenfalls durch einen Sturz aus dem Fenster sein Leben verlor“

Neben Jakob Levi und Julius Bachrach war auch Max Rosengart Gegenstand der Artikel des Wochenblatts. Daraufhin verklagte Rosengart Jakob Mayer wegen Beleidigung. Jakob Mayer wurde in dem folgenden Rechtsstreit durch Rechtsanwalt Hans Frank vertreten, welcher später zum Generalgouverneur von Polen avancierte.